# Steve Nelson (football américain)
(en) Statistiques sur pro-football-reference
Steven Lee Nelson (né le 26 avril 1951 à Farmington, Minnesota) est un joueur professionnel de football américain évoluant au poste de linebacker pour les Patriots de la Nouvelle-Angleterre de 1974 à 1987.

## Biographie
Steve Nelson est un athlète multidisciplinaire au lycée d'Anoka et évolue dans les équipes de football américain, basket-ball et baseball. Dans sa dernière année, il est nommé meilleur joueur de l'équipe de football. Il poursuit à l'Université d'État du Dakota du Nord et est diplômé en 1974 après avoir été nommé deux fois dans l'équipe type américaine universitaire, capitaine de l'équipe et meilleur joueur de football américain.
Sélectionné par les Patriots de la Nouvelle-Angleterre au deuxième tour de la draft 1974 de la NFL, il ne rate que trois rencontres pendant sa carrière de 14 ans dans la franchise du Massachusetts. Il est nommé deux fois meilleur joueur de l'équipe et est sélectionné au Pro Bowl à trois reprises en 1980, 1984 et 1985. Son numéro 57 a été retiré par les Patriots. Il a contribué à atteindre le Super Bowl XX avec les Patriots, perdu contre les Bears de Chicago.
Après avoir mis fin à sa carrière sportive en 1987, Nelson devient directeur athlétique et entraîneur de l'Université de Curry entre 1998 et 2006.